# CC Gjøvik
CC Gjøvik er et storcenter i Gjøvik, Norge. Det blev etableret i 1986, men har siden fået fire store ombygninger i hhv. 1996, 2000, 2006 og 2011, og omfatter i dag 40.000 m2 og 1200 parkeringspladser.
Centret har 86 butikker. I 2016 omsatte det for 1,41 mia. NOK, og det er dermed det største storcenter i det norske "innlandet" (omtrent fylkerne Hedmark og Oppland).

## Galleri
- Foto: Øyvind Holmstad, 2012
- Foto: Øyvind Holmstad, 2011
- Foto: Øyvind Holmstad, 2013
- Foto: Øyvind Holmstad, 2011
- Foto: Øyvind Holmstad, 2013